# Dompierre (Oise)
Pour les articles homonymes, voir Dompierre.
Dompierre est une commune française située dans le département de l'Oise, en région Hauts-de-France.

## Géographie

### Description
En 1839, Louis Graves indiquait que Domfront était une « faible commune dont le territoire est traversé par la vallée dans laquelle coule la petite rivière du Dom. Le village est  placé sur la rive gauche ; il comprend deux rues principales et une ferme à quelque distance vers le midi».

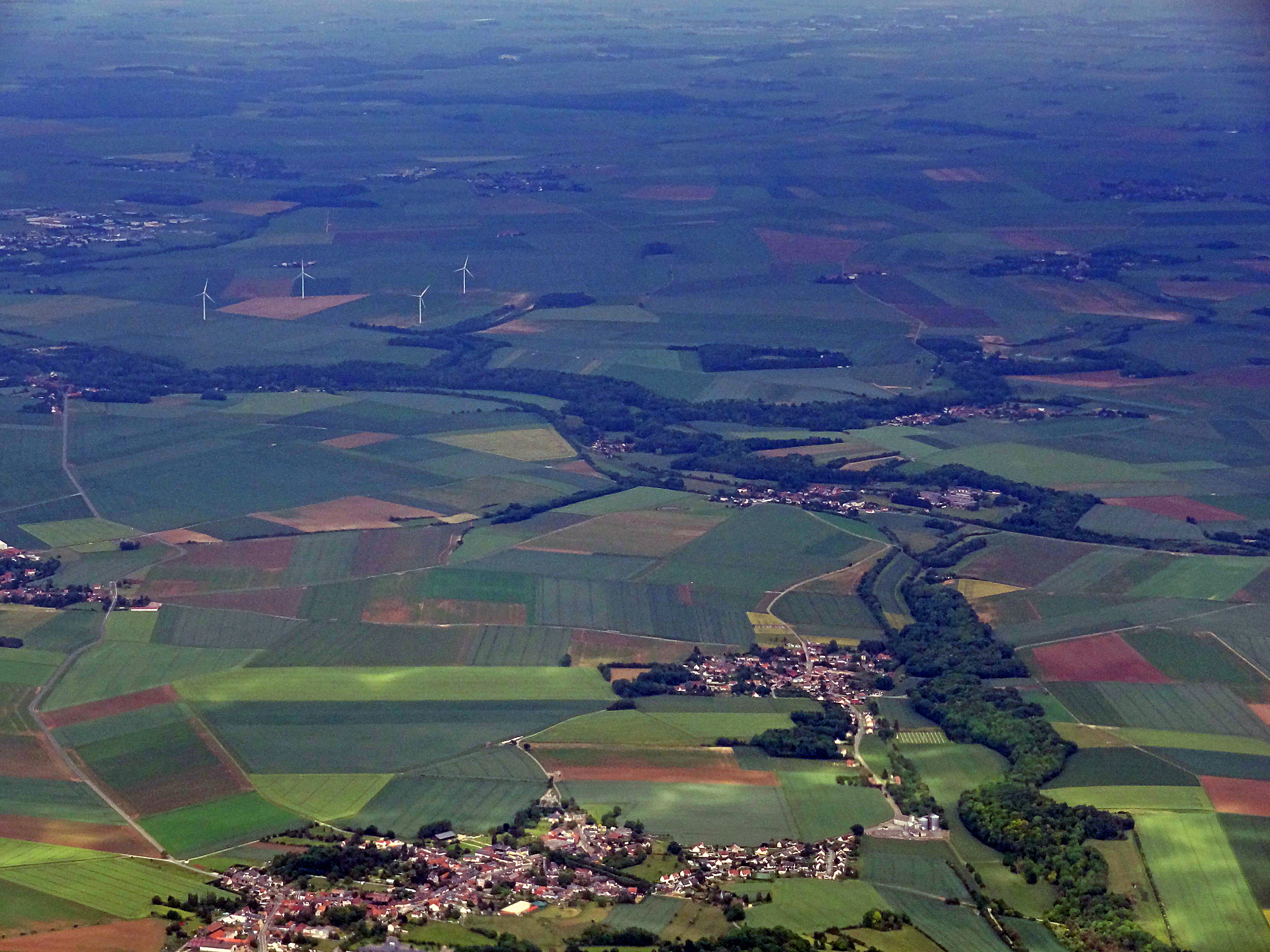
Vue aérienne de Ferrières et Dompierre

### Communes limitrophes
|           | Royaucourt | Domfront     |
| Ferrières | Dompierre  |              |
| Ferrières |            | Godenvillers |

### Hydrographie

#### Réseau hydrographique
La commune est située dans le bassin Artois-Picardie. Elle est drainée par le Trois Doms.
Les Trois Doms, d'une longueur de 20 km, prend sa source dans la commune , à 83 mètres d'altitude, et se jette  dans l'Avre à Trois-Rivières, après avoir traversé douze communes. 

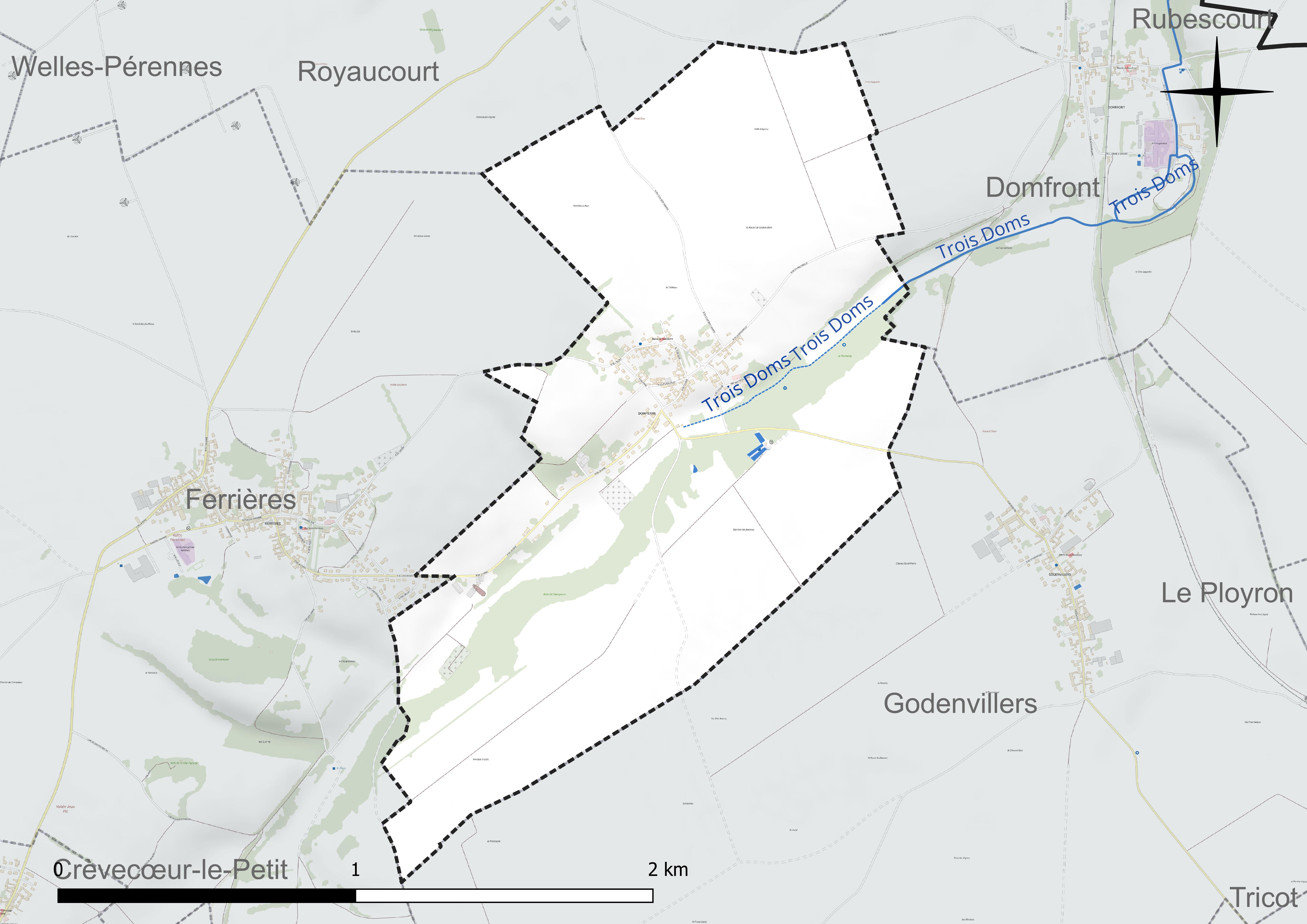
Réseau hydrographique de Dompierre.

#### Gestion et qualité des eaux
Le territoire communal est couvert par le schéma d'aménagement et de gestion des eaux (SAGE) « Sensée ». Ce document de planification concerne un territoire de 1 835 km2 de superficie, délimité par le bassin versant de la Somme canalisée. Le périmètre a été arrêté le 29 avril 2010 et le SAGE proprement dit a été approuvé le 6 août 2019. La structure porteuse de l'élaboration et de la mise en œuvre est le syndicat mixte d'aménagement hydraulique du bassin versant de la Somme (AMEVA). 
La qualité des cours d'eau peut être consultée sur un site dédié géré par les agences de l'eau et l'Agence française pour la biodiversité. 

### Climat
Pour des articles plus généraux, voir Climat des Hauts-de-France et Climat de l'Oise.
En 2010, le climat de la commune est de type climat océanique dégradé des plaines du Centre et du Nord, selon une étude du CNRS s'appuyant sur une série de données couvrant la période 1971-2000. En 2020, Météo-France publie une typologie des climats de la France métropolitaine dans laquelle la commune est exposée à un climat océanique et est dans la région climatique  Nord-est du bassin Parisien, caractérisée par un ensoleillement médiocre, une pluviométrie moyenne régulièrement répartie au cours de l'année et un hiver froid (3 °C). 
Pour la période 1971-2000, la température annuelle moyenne est de 10,6 °C, avec une amplitude thermique annuelle de 14,4 °C. Le cumul annuel moyen de précipitations est de 678 mm, avec 11,3 jours de précipitations en janvier et 8,1 jours en juillet. Pour la période 1991-2020, la température moyenne annuelle observée sur la station météorologique la plus proche, située sur la commune de Godenvillers à 1 km à vol d'oiseau, est de 11,1 °C et le cumul annuel moyen de précipitations est de 701,9 mm,. Pour l'avenir, les paramètres climatiques de la commune estimés pour 2050 selon différents scénarios d'émission de gaz à effet de serre sont consultables sur un site dédié publié par Météo-France en novembre 2022.
| Mois                                  | jan.             | fév.             | mars           | avril         | mai           | juin            | jui.           | août          | sep.          | oct.        | nov.            | déc.           | année      |
| ------------------------------------- | ---------------- | ---------------- | -------------- | ------------- | ------------- | --------------- | -------------- | ------------- | ------------- | ----------- | --------------- | -------------- | ---------- |
| Température minimale moyenne (°C)     | 1,1              | 1                | 2,6            | 4,3           | 7,7           | 10,6            | 12,5           | 12,4          | 9,8           | 7,3         | 4               | 1,7            | 6,3        |
| Température moyenne (°C)              | 3,9              | 4,5              | 7,4            | 10,2          | 13,7          | 16,8            | 19             | 18,9          | 15,6          | 11,7        | 7,3             | 4,4            | 11,1       |
| Température maximale moyenne (°C)     | 6,6              | 8                | 12,2           | 16,2          | 19,8          | 22,9            | 25,4           | 25,5          | 21,5          | 16,1        | 10,5            | 7              | 16         |
| Record de froid (°C) date du record   | −21,5 17.01.1985 | −13,1 18.02.1969 | −11 08.03.1971 | −4,5 07.04.13 | −2 03.05.1967 | −0,5 01.06.1975 | 3,3 05.07.1964 | 2 28.08.1974  | −2 25.09.1972 | −5 29.10.03 | −9,5 23.11.1998 | −15 31.12.1970 | −21,5 1985 |
| Record de chaleur (°C) date du record | 15,1 09.01.15    | 19,9 27.02.19    | 26,5 31.03.21  | 29 20.04.18   | 32 28.05.17   | 37,6 27.06.11   | 43 25.07.19    | 40,4 06.08.03 | 36,5 15.09.20 | 30 01.10.11 | 21,4 01.11.14   | 16,5 17.12.15  | 43 2019    |
| Précipitations (mm)                   | 59               | 49,5             | 49,3           | 45,9          | 61,3          | 59,9            | 60,5           | 64            | 50,2          | 63,2        | 60,4            | 78,7           | 701,9      |

## Urbanisme

### Typologie
Au 1er janvier 2024, Dompierre est catégorisée commune rurale à habitat dispersé, selon la nouvelle grille communale de densité à sept niveaux définie par l'Insee en 2022.
Elle est située hors unité urbaine et hors attraction des villes,.

### Occupation des sols
L'occupation des sols de la commune, telle qu'elle ressort de la base de données européenne d'occupation biophysique des sols Corine Land Cover (CLC), est marquée par l'importance des territoires agricoles (90,1 % en 2018), une proportion identique à celle de 1990 (90,1 %). La répartition détaillée en 2018 est la suivante : 
terres arables (66,3 %), zones agricoles hétérogènes (23,8 %), zones urbanisées (9,9 %). L'évolution de l'occupation des sols de la commune et de ses infrastructures peut être observée sur les différentes représentations cartographiques du territoire : la carte de Cassini (XVIIIe siècle), la carte d'état-major (1820-1866) et les cartes ou photos aériennes de l'IGN pour la période actuelle (1950 à aujourd'hui).

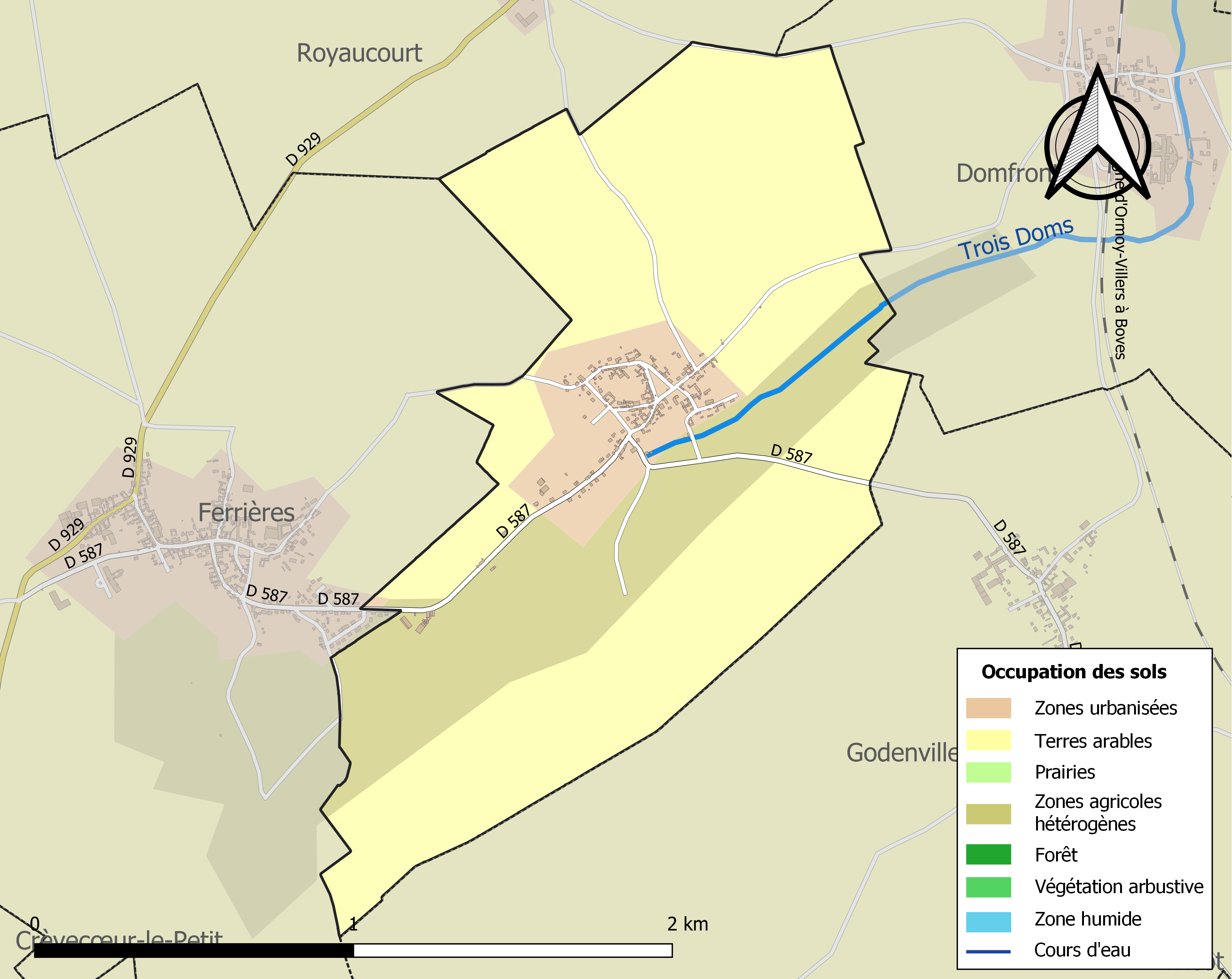
Carte des infrastructures et de l'occupation des sols de la commune en 2018 (CLC).

### Habitat et logement
En 2018, le nombre total de logements dans la commune était de 114, alors qu'il était de 108 en 2013 et de 105 en 2008.
Parmi ces logements, 88 % étaient des résidences principales, 0 % des résidences secondaires et 12 % des logements vacants. Ces logements étaient pour 100 % d'entre eux des maisons individuelles et pour 0 % des appartements.
Le tableau ci-dessous présente la typologie des logements à Dompierre en 2018 en comparaison avec celle de l'Oise et de la France entière. Une caractéristique marquante du parc de logements est ainsi une proportion de résidences secondaires et logements occasionnels (0 %) inférieure à celle du département (2,5 %) mais supérieure à celle de la France entière (9,7 %). Concernant le statut d'occupation de ces logements, 90,1 % des habitants de la commune sont propriétaires de leur logement (87,4 % en 2013), contre 61,4 % pour l'Oise et 57,5 pour la France entière.
| Typologie                                               | Dompierre | Oise | France entière |
| ------------------------------------------------------- | --------- | ---- | -------------- |
| Résidences principales (en %)                           | 88        | 90,4 | 82,1           |
| Résidences secondaires et logements occasionnels (en %) | 0         | 2,5  | 9,7            |
| Logements vacants (en %)                                | 12        | 7,1  | 8,2            |

### Voies de communication et transports
La commune est desservie, en 2023, par les lignes 684, 6304 et 6309 du réseau interurbain de l'Oise.

## Toponymie
Le nom de la localité est attesté sous les formes Domna petra (1138) ; Dominus petrus (1173) ; Dauzpierre (1188) ; Domus petri (XIIIe) ; Dompierre (1464).

Ce toponyme serait composé du bas latin domnus qui signifie « saint » et du prénom « pierre », c'est donc un hagiotoponyme faisant référence à « saint Pierre » saint patron du lieu et vocable du prieuré. L'église lui est dédiée.
L'appellation dominus Petrus a précédé l'appellation sanctus Petrus, pour saint Pierre.
Dompierre fait partie de l'association Dompierre de France regroupant 23 communes françaises dont le nom comporte Dompierre. Chaque année, une commune différente accueille la fête. Dompierre n'a jamais accueilli la fête nationale, mais l'assemblée générale à quatre reprises (1998, 2003, 2004 et 2010).

## Histoire
Au début du XIXe siècle une sucrerie était exployée à Domfront, qui n'existait plus en 1839. À cette époque, on comptait sur le territoire communal un moulin à vent. Les habitants vivaient alors de la culture des terres et de la vigne.
La commune a été desservie de 1875 à 1955 par la gare de Dompierre - Ferrières, sur la ligne Paris- Cambrai, facilitant le déplacement des habitants et le transports des marchandises, à une époque où la motorisation individuelle était inexistante ou limitée.

Le chemin de fer
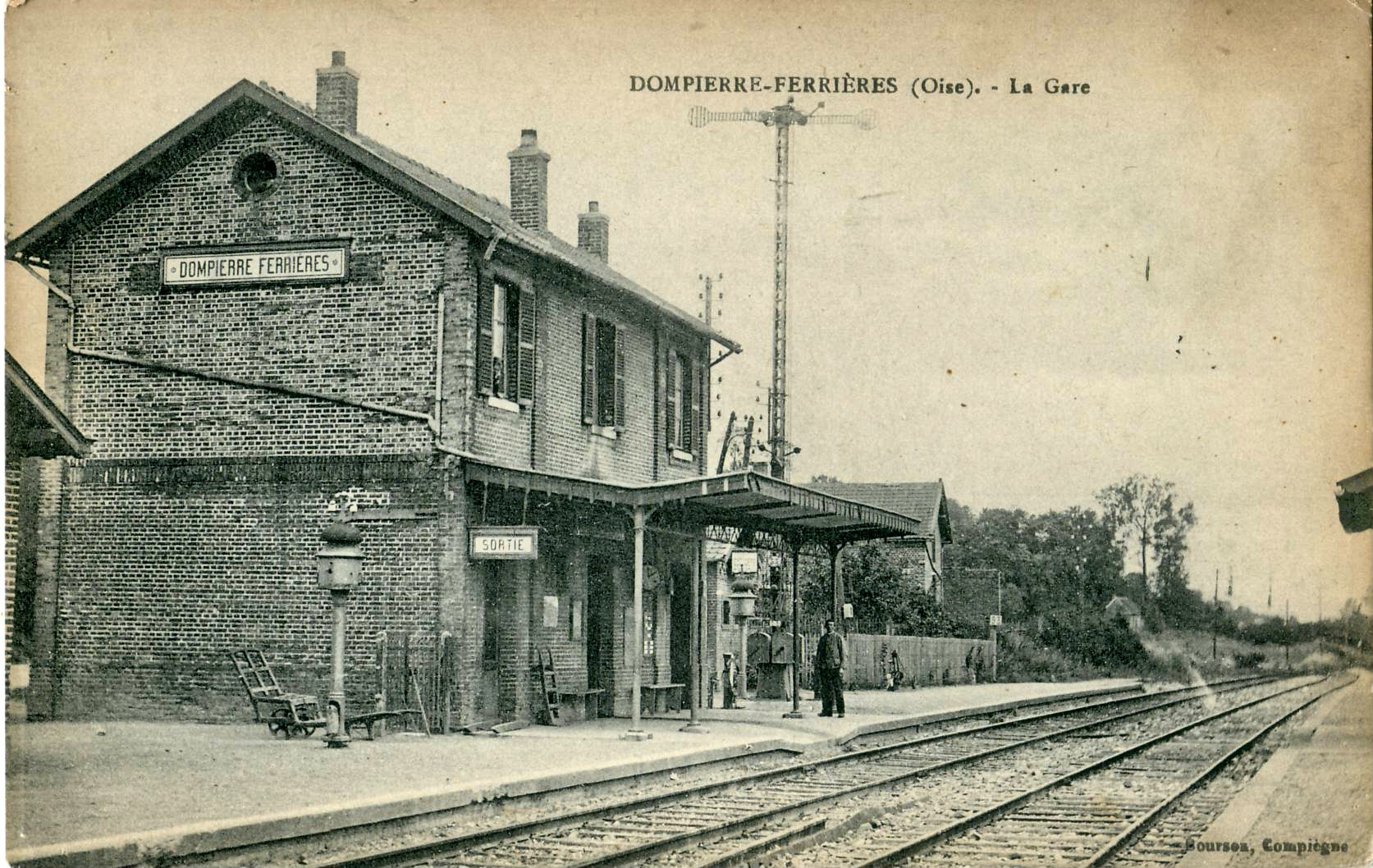
La gare de Dompierre-Ferrières.
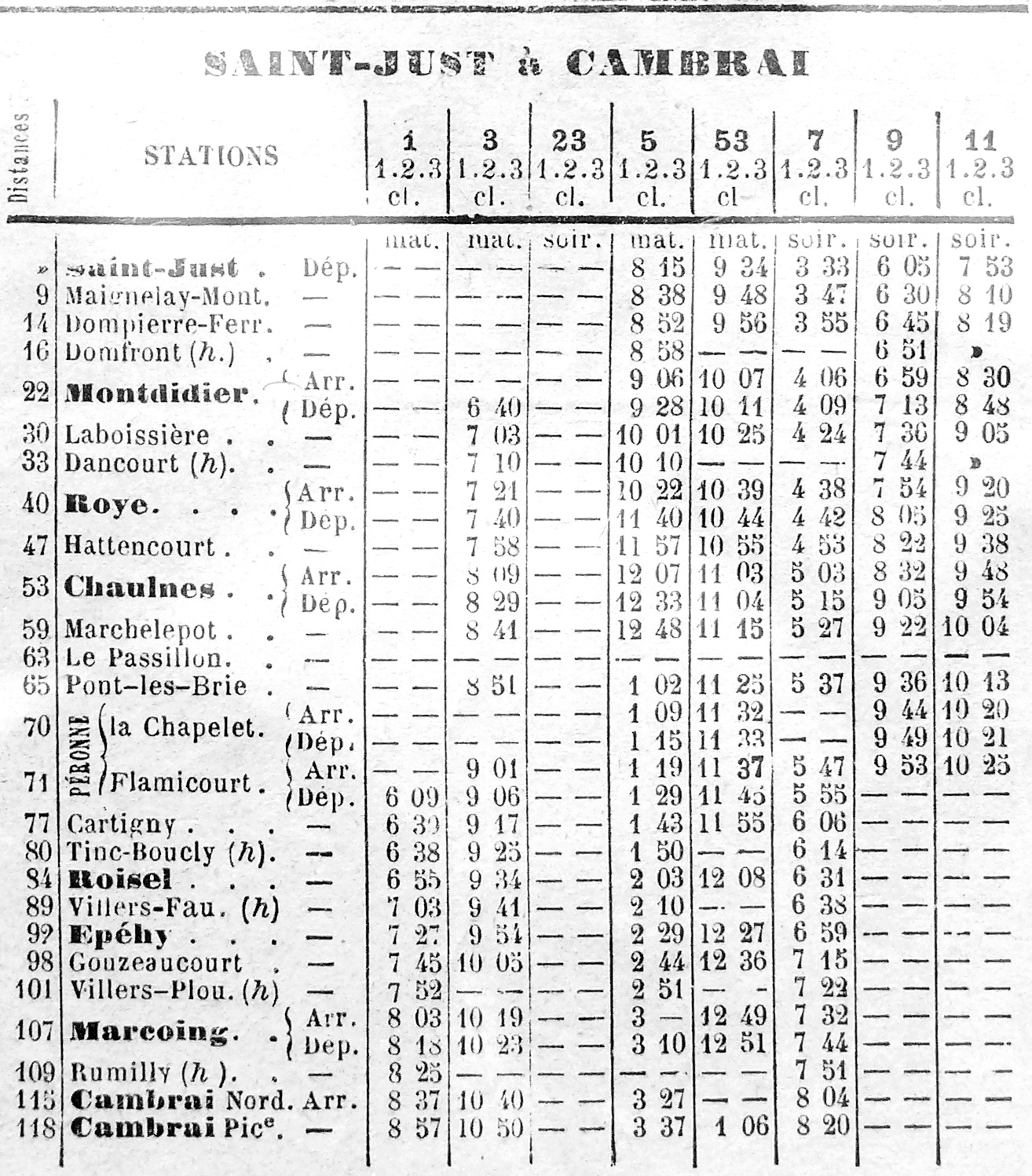
Horaires de la ligne en 1890

### La Première Guerre mondiale
Dompierre se trouve sur la ligne de front en septembre 1914.
Durant la guerre, de 1916 à mars 1919, un hôpital militaire d'évacuation français était installé à Dompierre, le long de la voie ferrée, à l'emplacement de l'actuel cimetière militaire français. Entre le 20 mai 1916 et le 18 avril 1917, il disposait de 61 baraques et de 3 200 lits. Partiellement évacué à cette date à Noyon, il reprend de l'importance jusqu'au 27 mars 1918, où ses 478 blessés sont évacués à Grandvilliers,.
En 1918, la gare est utilisée comme centre de récupération de canons lourds.

Dompierre pendant la Première Guerre mondiale
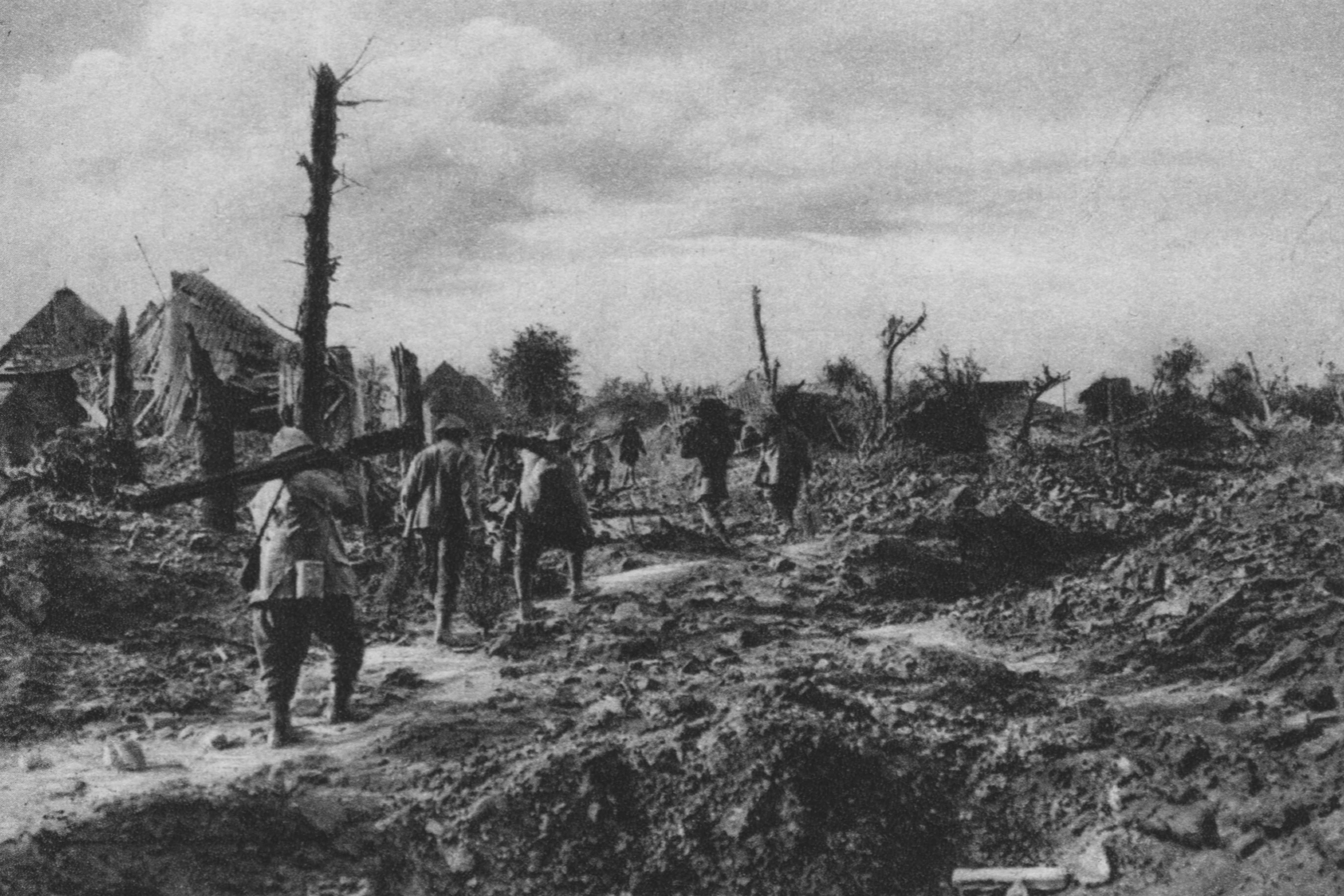
Dans le champ de bataille, le 2 juillet 1916
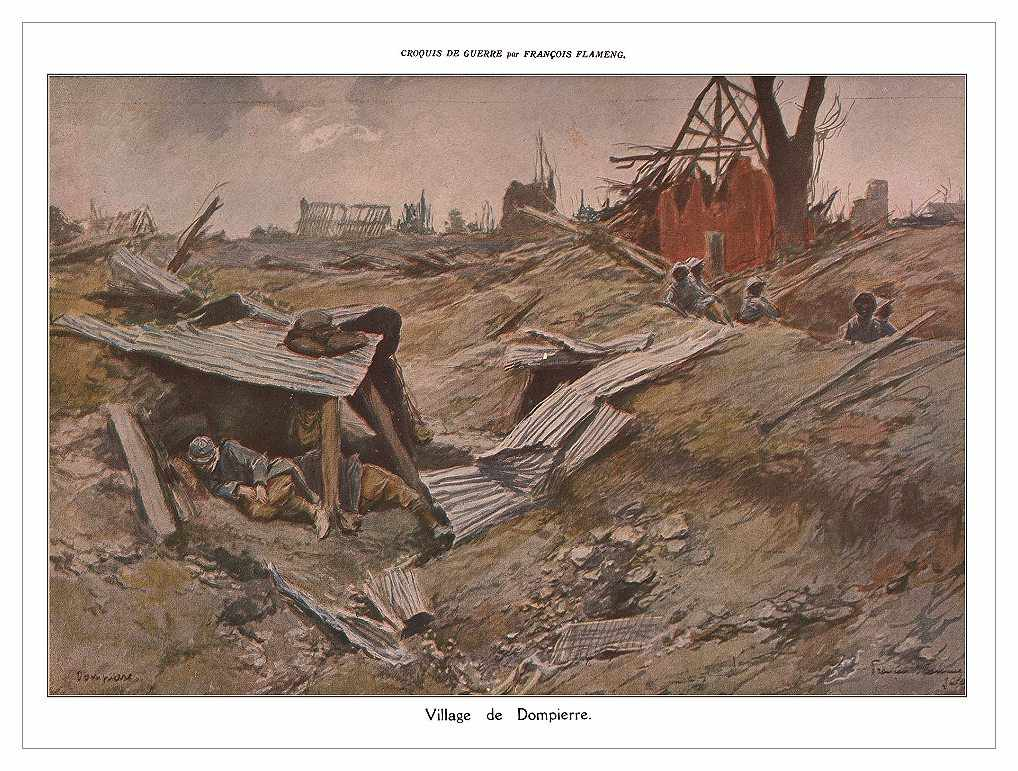
François Flameng : Au village de Dompierre, 17 mars 1917
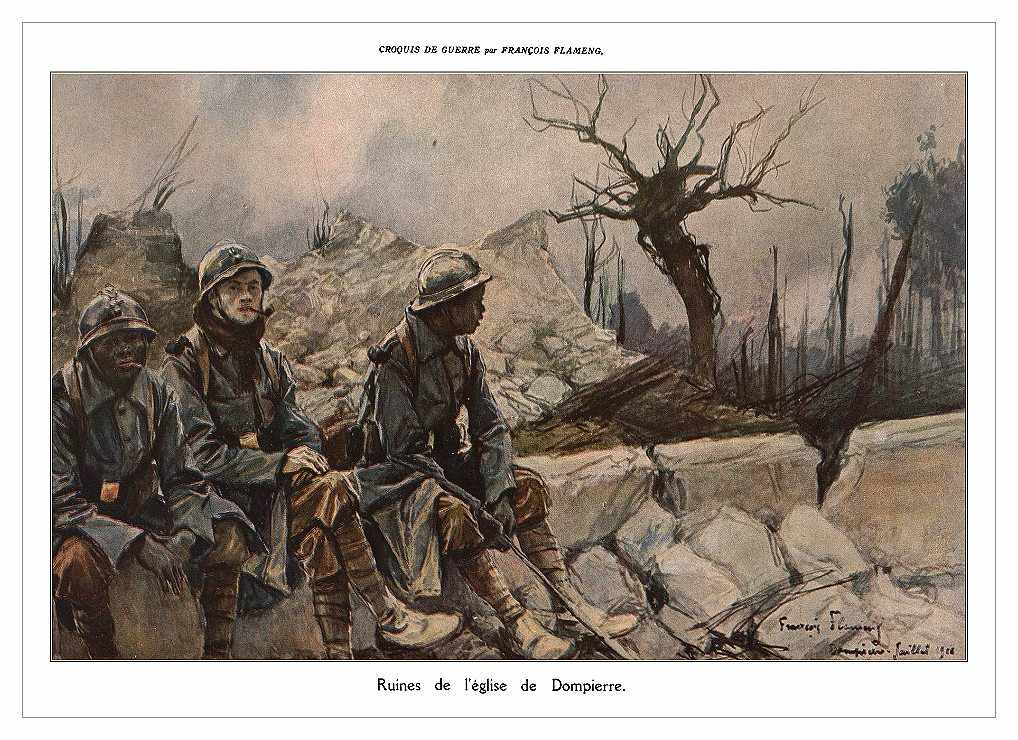
François Flameng : Ruines de l'église, 17 mars 1917

## Politique et administration
| Période                                  | Période                    | Identité                | Étiquette | Qualité                                                                                               |
| ---------------------------------------- | -------------------------- | ----------------------- | --------- | --- |
| Les données manquantes sont à compléter. |                            |                         |           | |
| mars 2001                                | 2014                       | Annie Blangy            | UMP       | chef d'entreprise                                                                                     |
| mars 2014                                | En cours (au 6 avril 2022) | Véronique Grignon-Ponce | PS        | Présidente de la société historique de Maignelay-Montigny et environs Réélue pour le mandat 2020-2026 |

## Équipements et services publics
La commune dispose d'une salle communale, aménagée dans d'anciens locaux scolaires, et qui porte le nom de l'ancien instituteur de la commune entre 1958 à 1987, Pierre Gilles.

### Enseignement
Les enfants de la commune sont scolarisés avec ceux de Domfront, Godenvillers, Crèvecœur-le-Petit, Ferrières, Sains-Morainvillers, Royaucourt et Welles-Pérennes dans le cadre d'un regroupement pédagogique concentré (RPC) construit à Ferrières, l'école des huit villages.

## Population et société

### Démographie

#### Évolution démographique
L'évolution du nombre d'habitants est connue à travers les recensements de la population effectués dans la commune depuis 1793. Pour les communes de moins de 10 000 habitants, une enquête de recensement portant sur toute la population est réalisée tous les cinq ans, les populations de référence des années intermédiaires étant quant à elles estimées par interpolation ou extrapolation. Pour la commune, le premier recensement exhaustif entrant dans le cadre du nouveau dispositif a été réalisé en 2005.

En 2022, la commune comptait 245 habitants, en évolution de +1,24 % par rapport à 2016 (Oise : +0,87 %, France hors Mayotte : +2,11 %).
| 1793 | 1800 | 1806 | 1821 | 1831 | 1836 | 1841 | 1846 | 1851 |
| ---- | ---- | ---- | ---- | ---- | ---- | ---- | ---- | ---- |
| 406  | 444  | 396  | 402  | 410  | 412  | 425  | 433  | 427  |

| 1856 | 1861 | 1866 | 1872 | 1876 | 1881 | 1886 | 1891 | 1896 |
| ---- | ---- | ---- | ---- | ---- | ---- | ---- | ---- | ---- |
| 373  | 373  | 359  | 344  | 339  | 338  | 321  | 312  | 292  |

| 1901 | 1906 | 1911 | 1921 | 1926 | 1931 | 1936 | 1946 | 1954 |
| ---- | ---- | ---- | ---- | ---- | ---- | ---- | ---- | ---- |
| 295  | 270  | 266  | 254  | 257  | 215  | 216  | 208  | 203  |

| 1962 | 1968 | 1975 | 1982 | 1990 | 1999 | 2005 | 2006 | 2010 |
| ---- | ---- | ---- | ---- | ---- | ---- | ---- | ---- | ---- |
| 211  | 207  | 197  | 187  | 200  | 231  | 232  | 229  | 241  |

| 2015 | 2020 | 2022 | - | - | - | - | - | - |
| ---- | ---- | ---- | - | - | - | - | - | - |
| 243  | 242  | 245  | - | - | - | - | - | - |

#### Pyramide des âges
La population de la commune est relativement jeune.
En 2018, le taux de personnes d'un âge inférieur à 30 ans s'élève à 38,0 %, soit au-dessus de la moyenne départementale (37,3 %). À l'inverse, le taux de personnes d'âge supérieur à 60 ans est de 24,8 % la même année, alors qu'il est de 22,8 % au niveau départemental.
En 2018, la commune comptait 117 hommes pour 124 femmes, soit un taux de 51,45 % de femmes, légèrement supérieur au taux départemental (51,11 %).
Les pyramides des âges de la commune et du département s'établissent comme suit.
| Hommes | Classe d’âge | Femmes |
| ------ | ------------ | ------ |
| 0,0    | 90 ou +      | 0,8    |
| 4,3    | 75-89 ans    | 5,6    |
| 17,1   | 60-74 ans    | 21,6   |
| 17,1   | 45-59 ans    | 16,0   |
| 23,9   | 30-44 ans    | 17,6   |
| 16,2   | 15-29 ans    | 20,8   |
| 21,4   | 0-14 ans     | 17,6   |

| Hommes | Classe d’âge | Femmes |
| ------ | ------------ | ------ |
| 0,5    | 90 ou +      | 1,4    |
| 5,5    | 75-89 ans    | 7,6    |
| 15,6   | 60-74 ans    | 16,3   |
| 20,8   | 45-59 ans    | 20     |
| 19,4   | 30-44 ans    | 19,4   |
| 17,6   | 15-29 ans    | 16,2   |
| 20,6   | 0-14 ans     | 19,1   |

## Culture locale et patrimoine

### Lieux et monuments
- Église Saint-Pierre : elle possède un chœur du XVIe siècle, ainsi qu'une porte sculptée et une rose du XIIe siècle. Son autel-retable est remarquable[33].

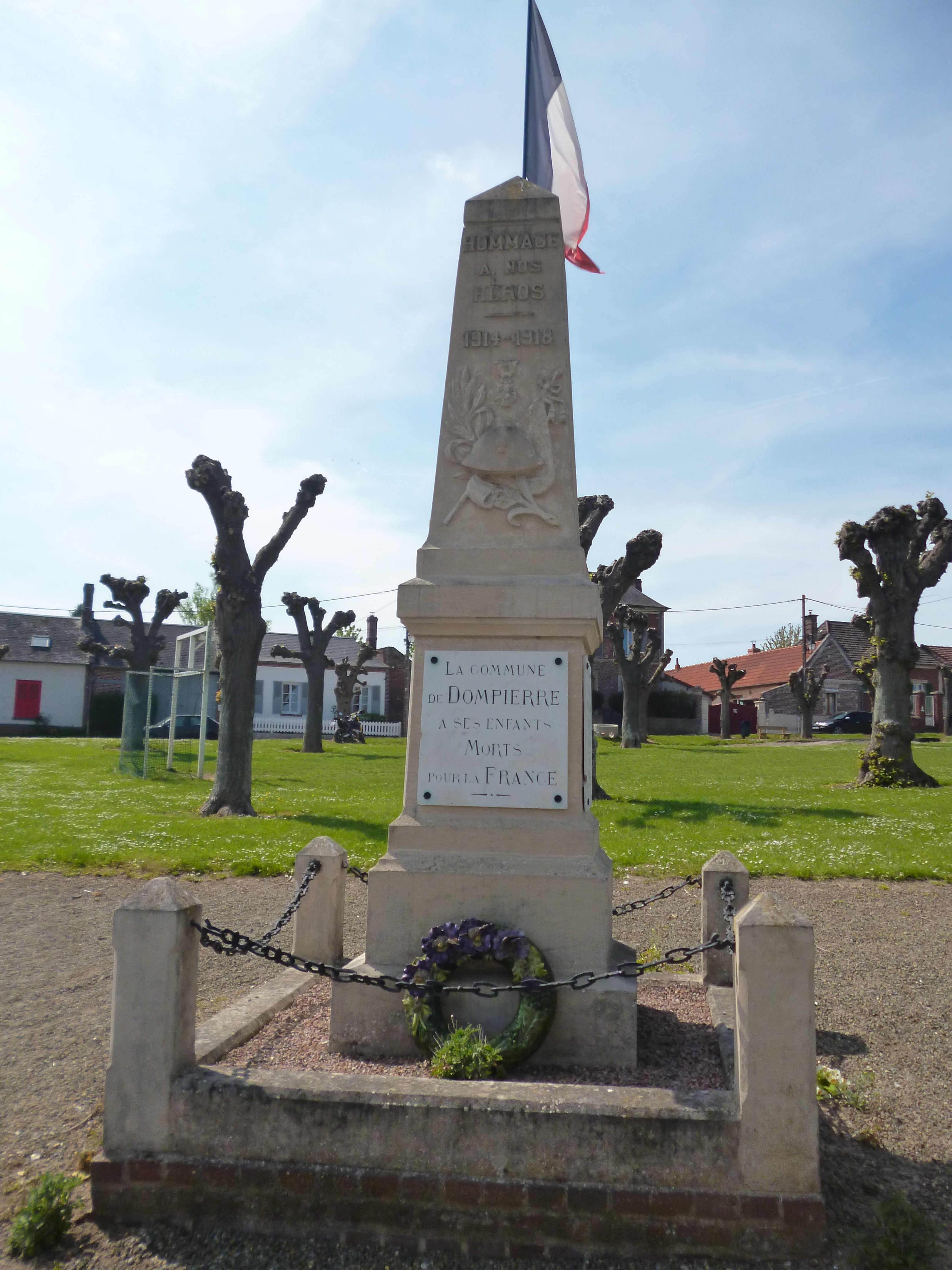
Le monument aux morts.
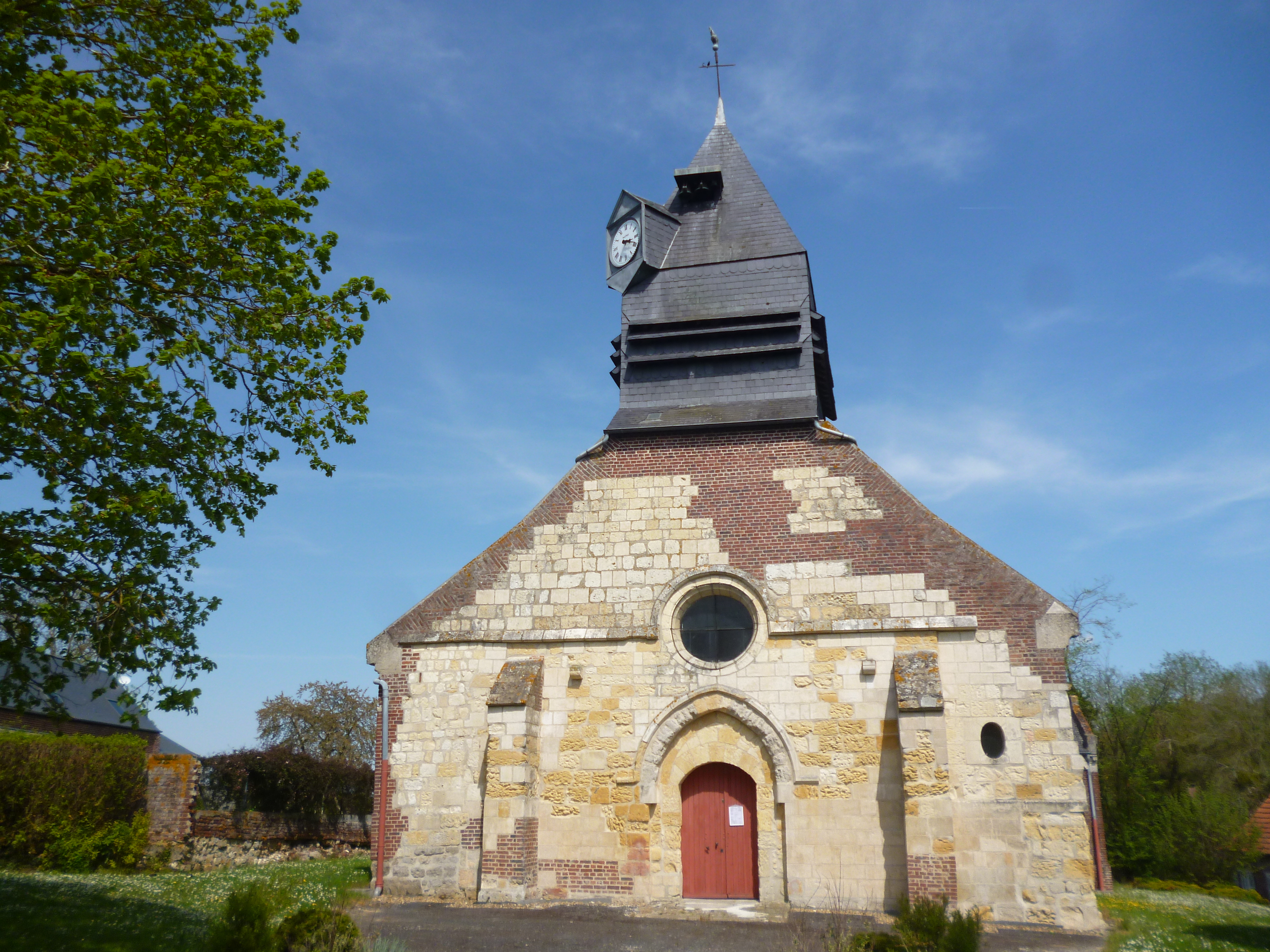
L'église Saint-Pierre.
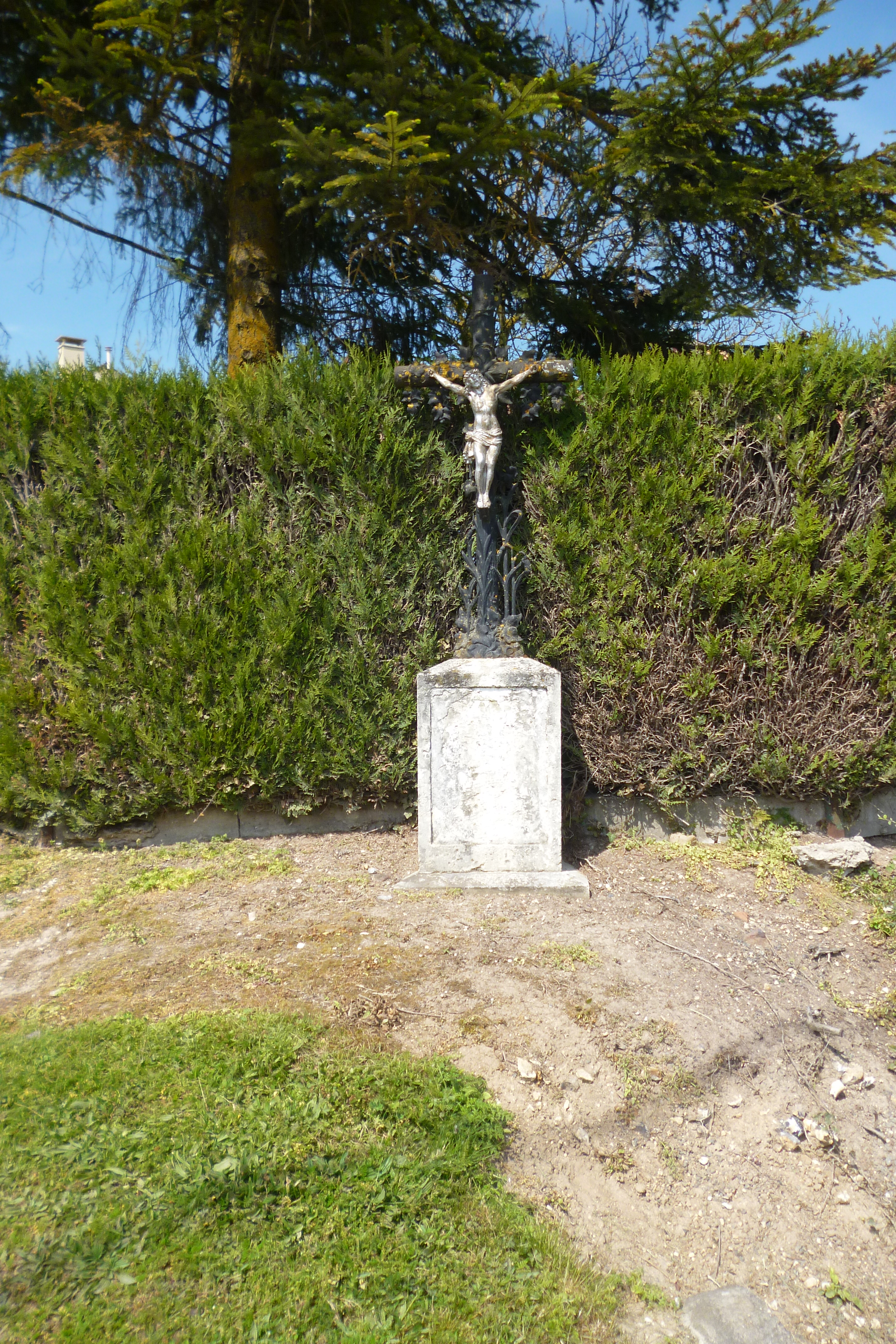
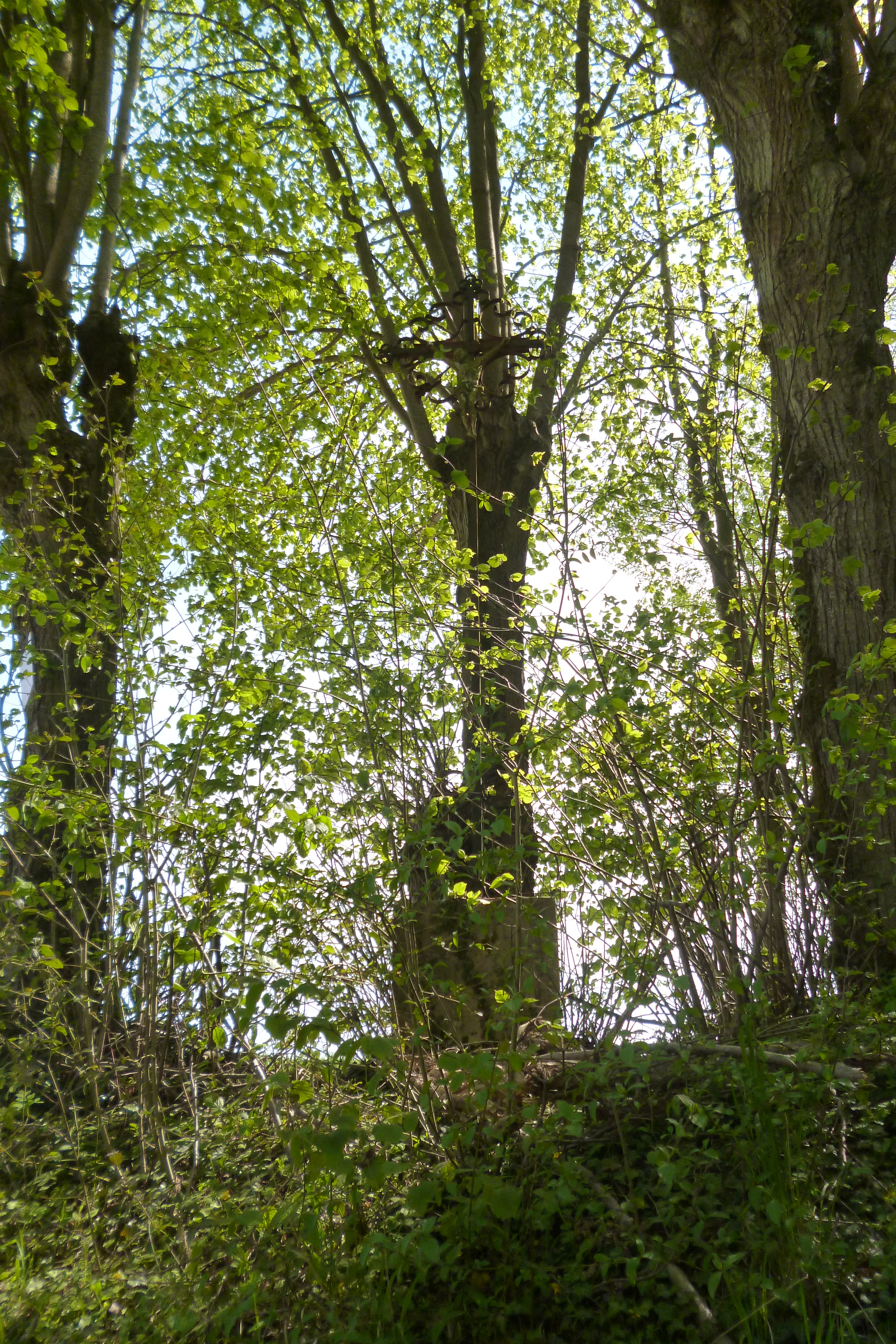
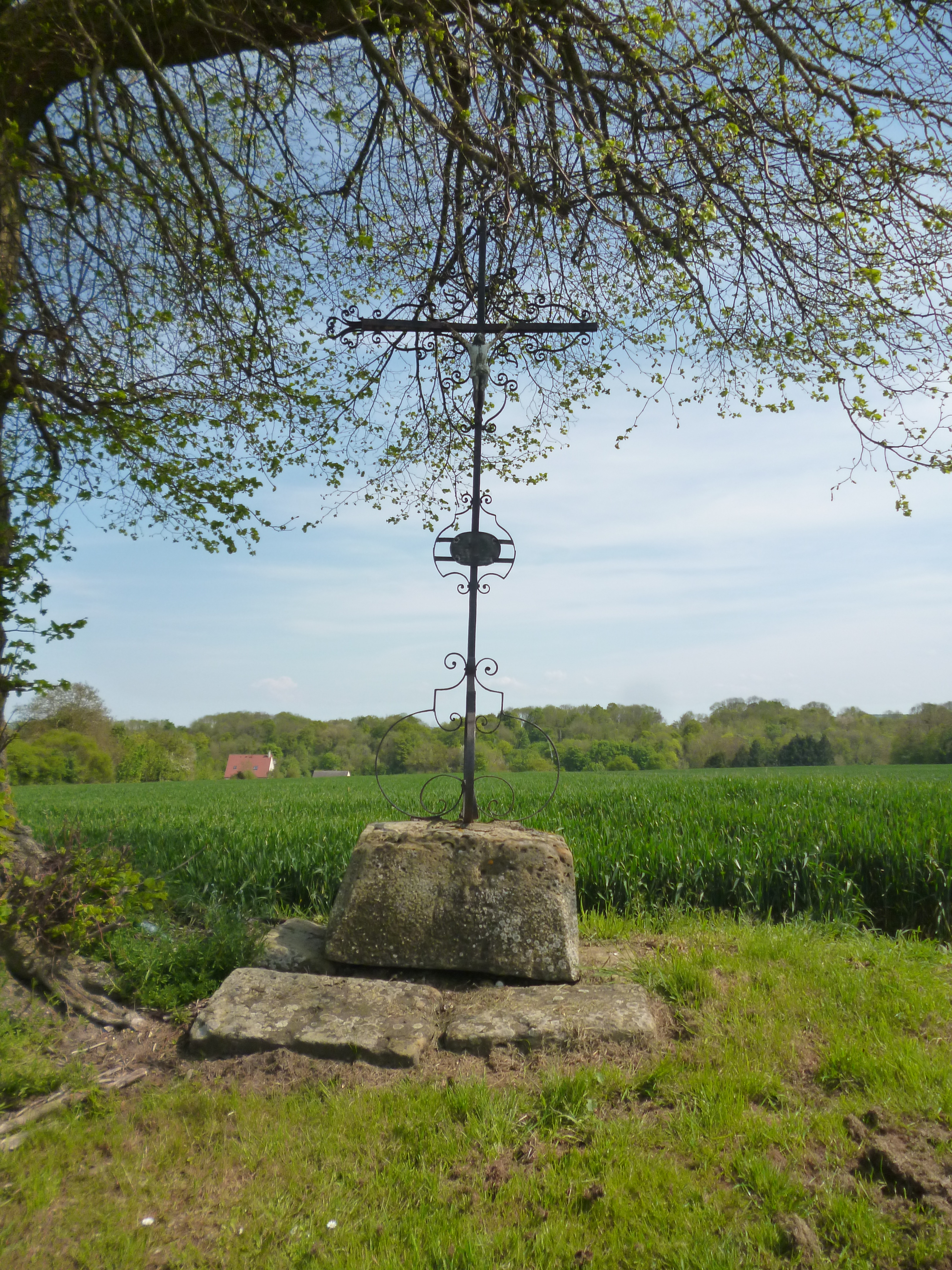
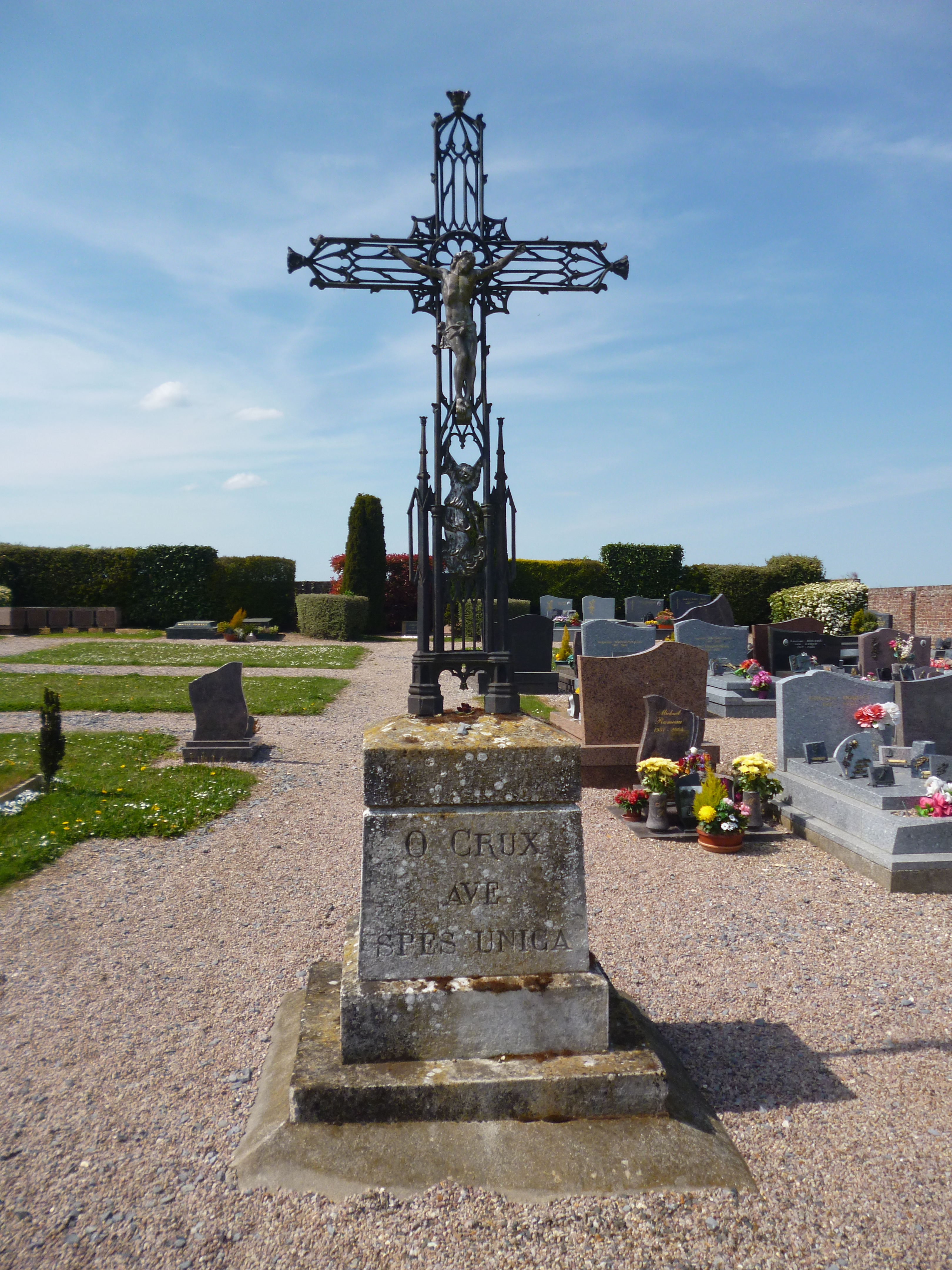
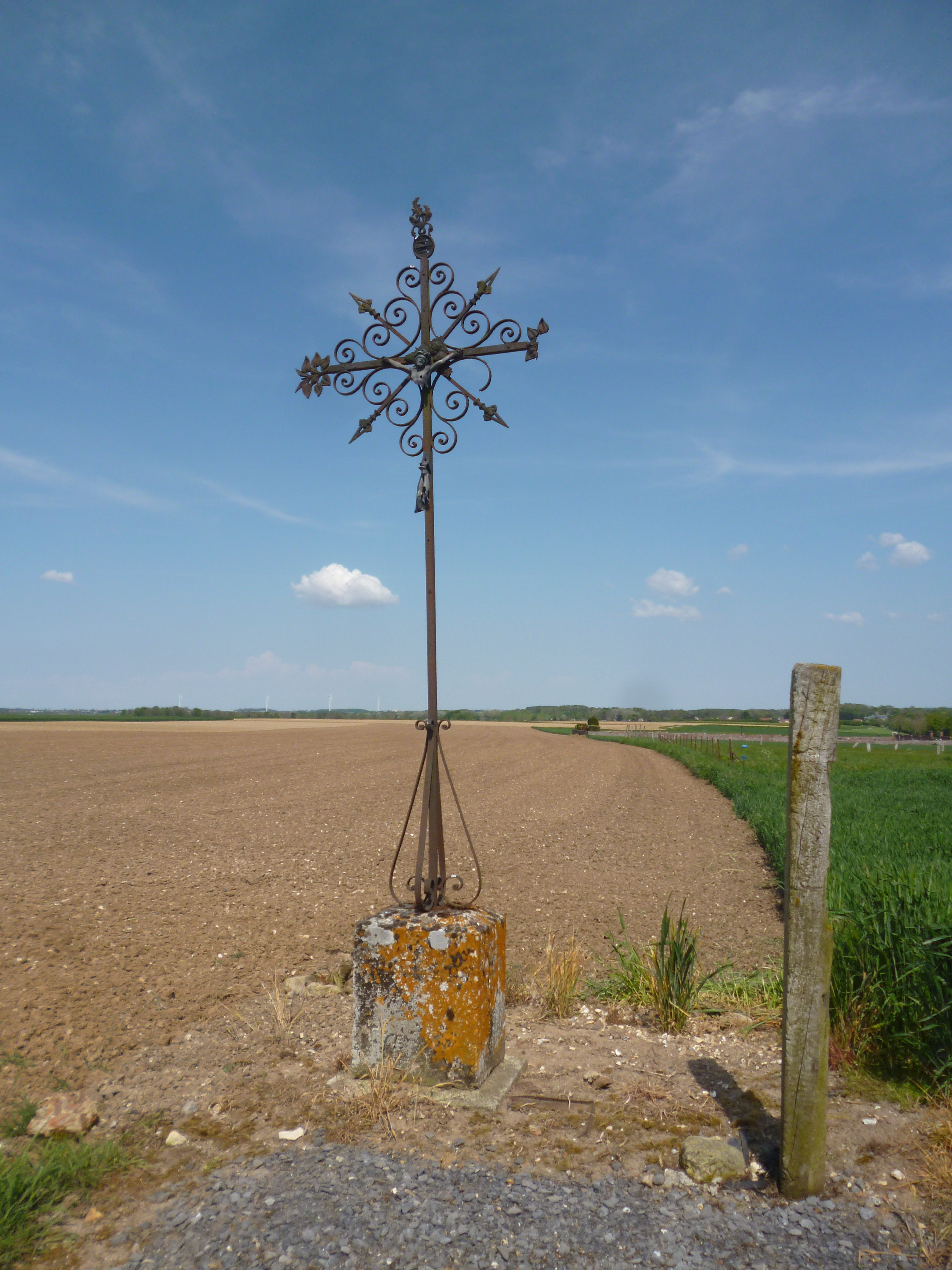

- Nécropole nationale de Dompierre : nécropole nationale avec ossuaire, entretenu aux frais de l'État par le ministère des Anciens Combattants. D'une superficie de 9 415 m2, il contient 1416 corps, dont 1320 en tombes.

La nécropole nationale de Dompierre'
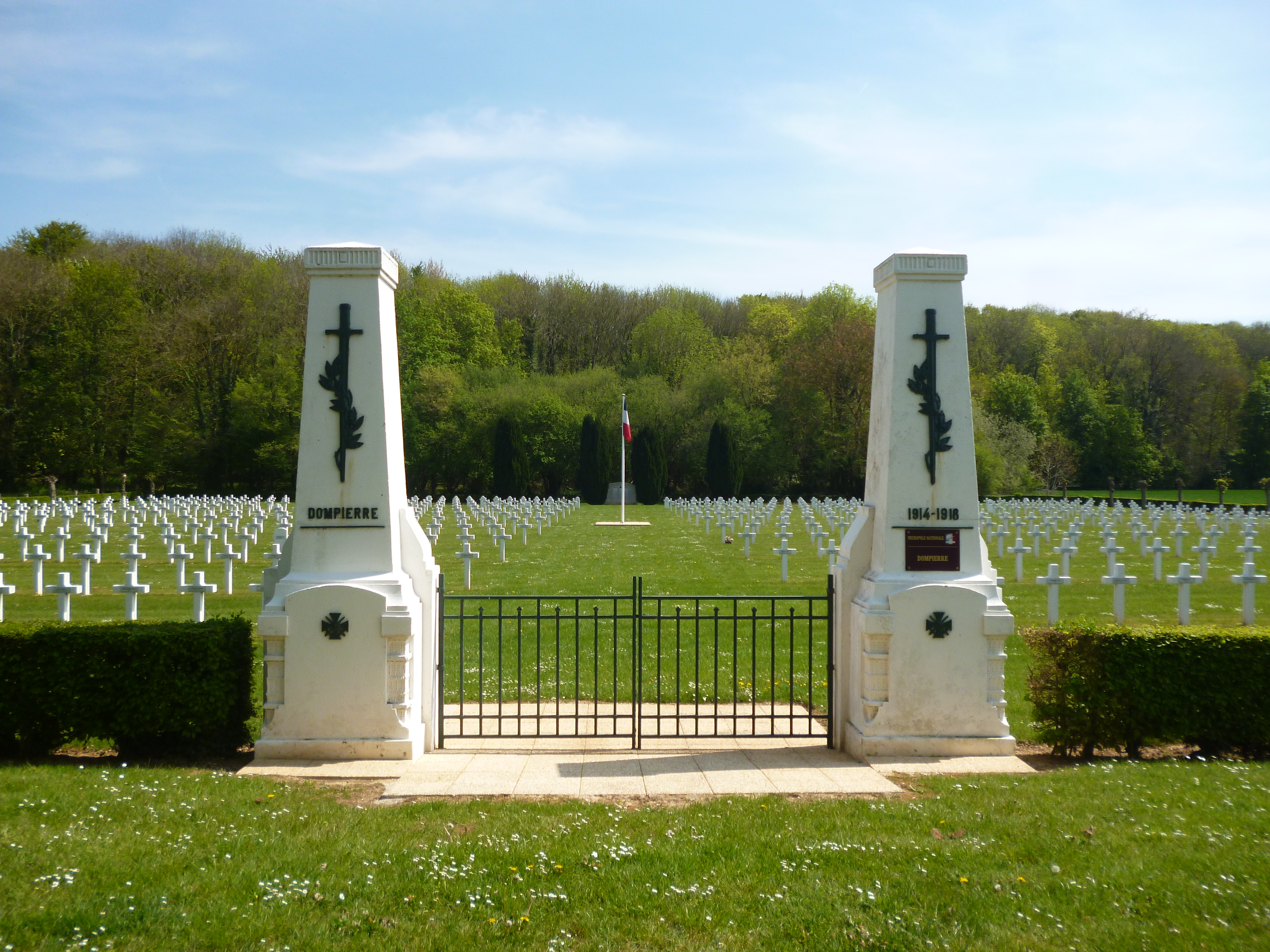
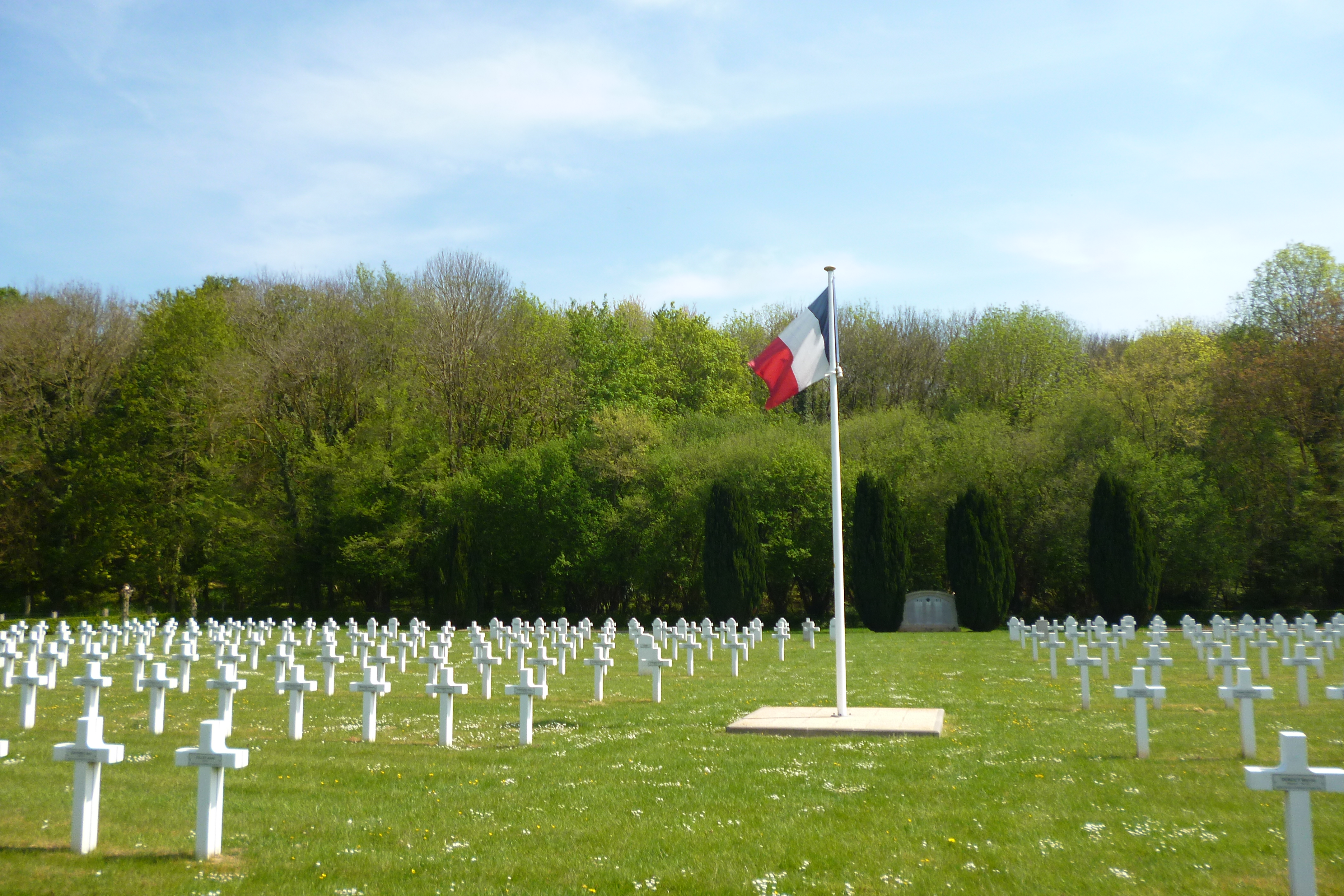
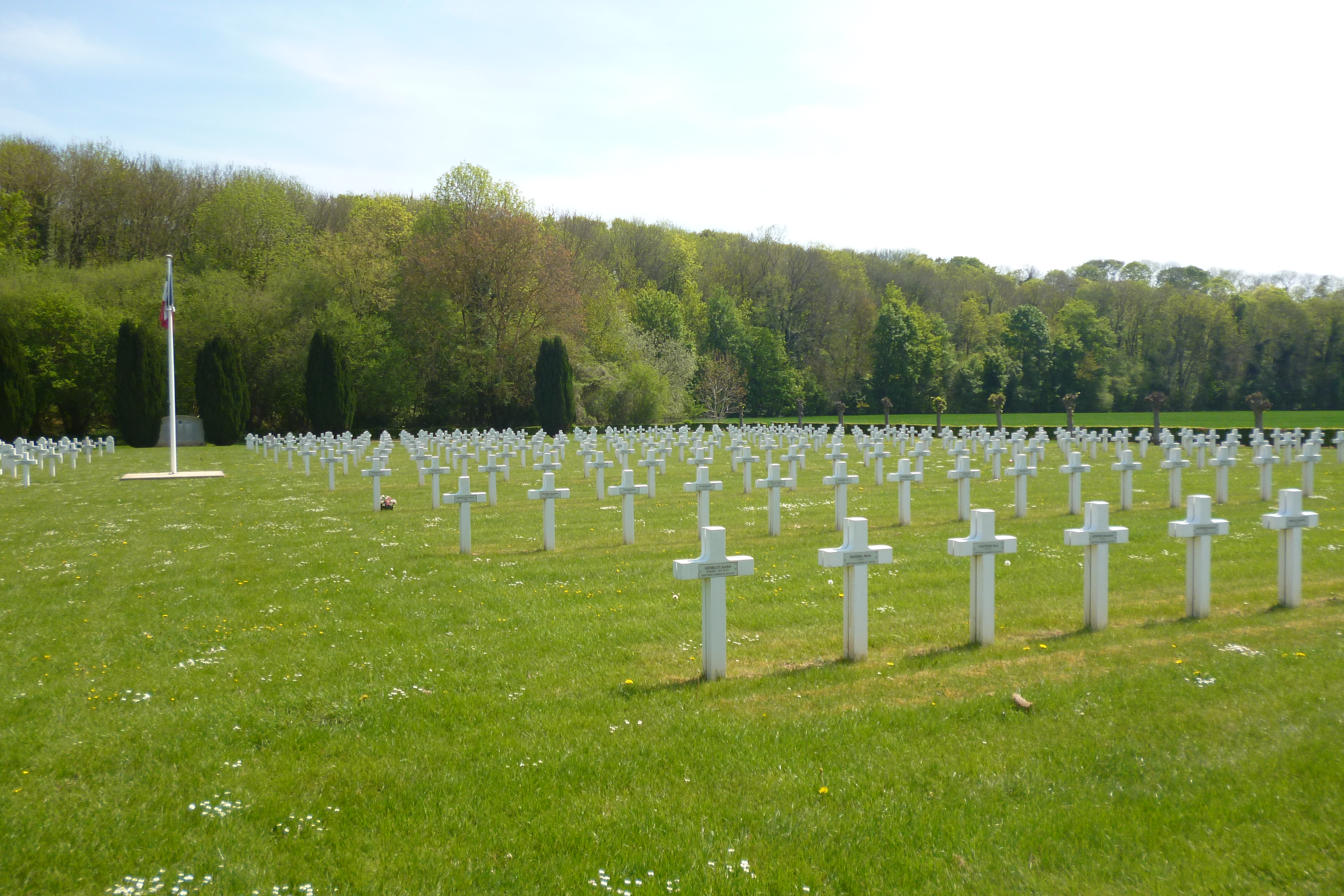
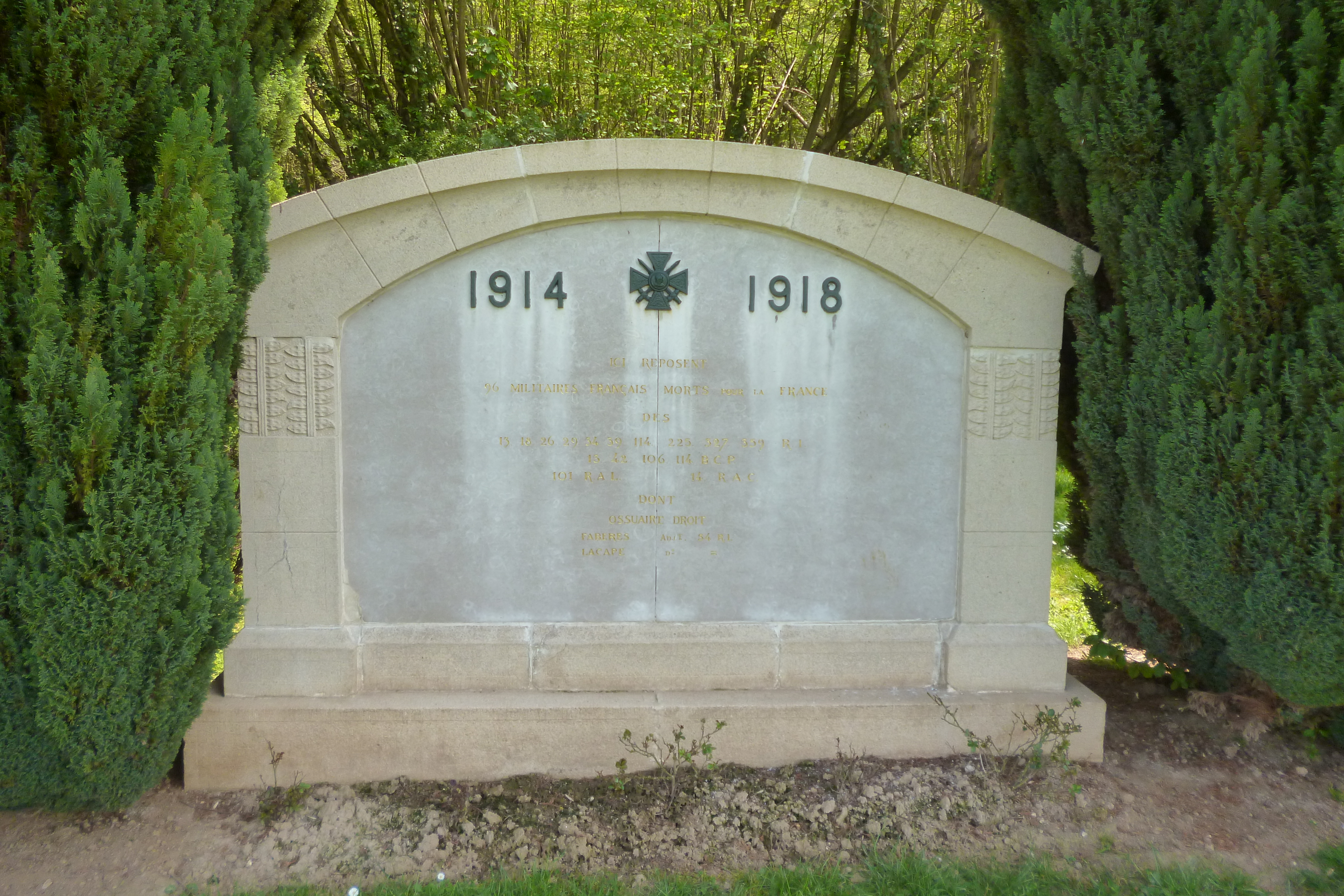

- Cimetière militaire allemand : 2 227 soldats allemands de la Première Guerre mondiale y reposent.

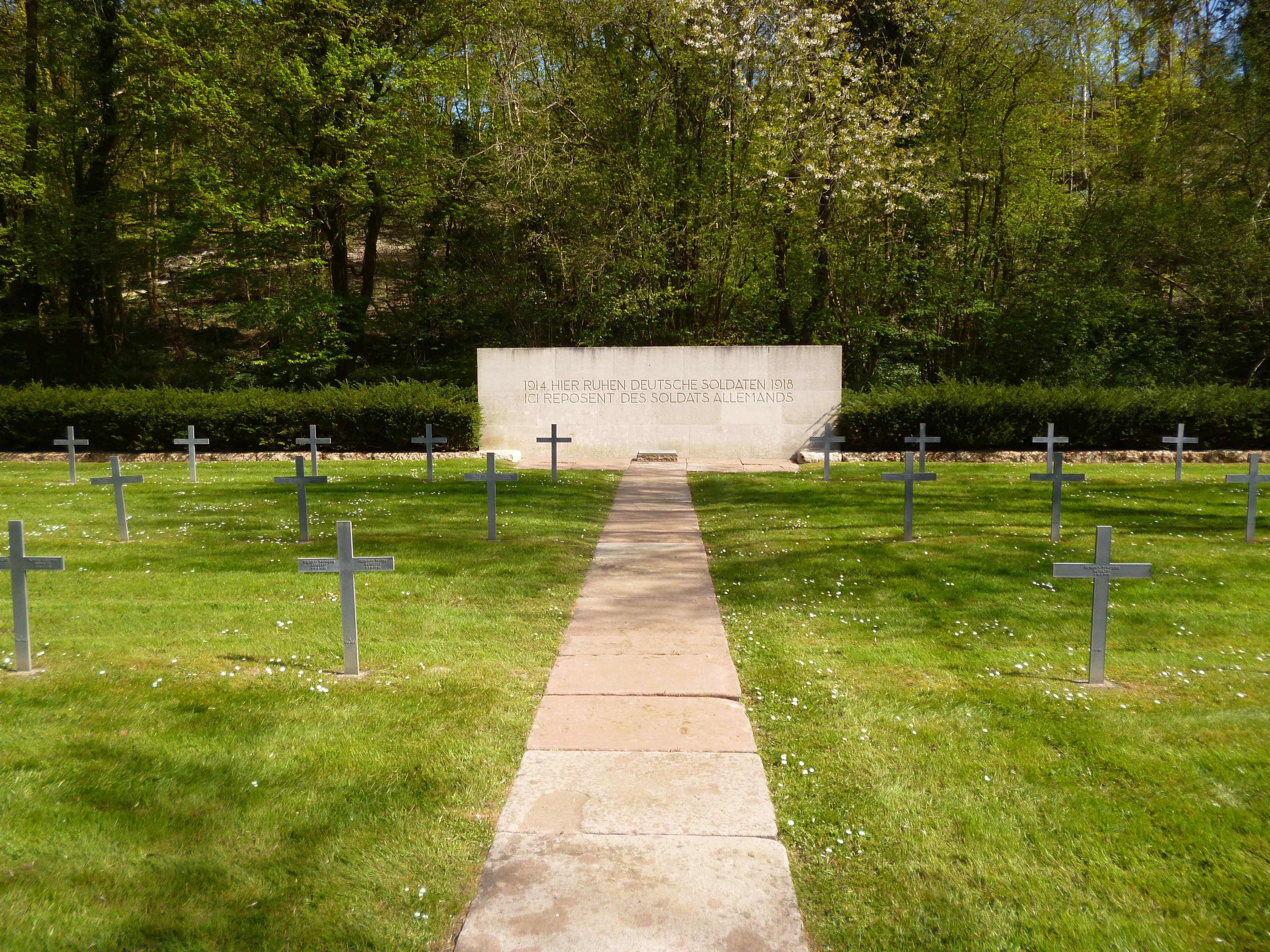
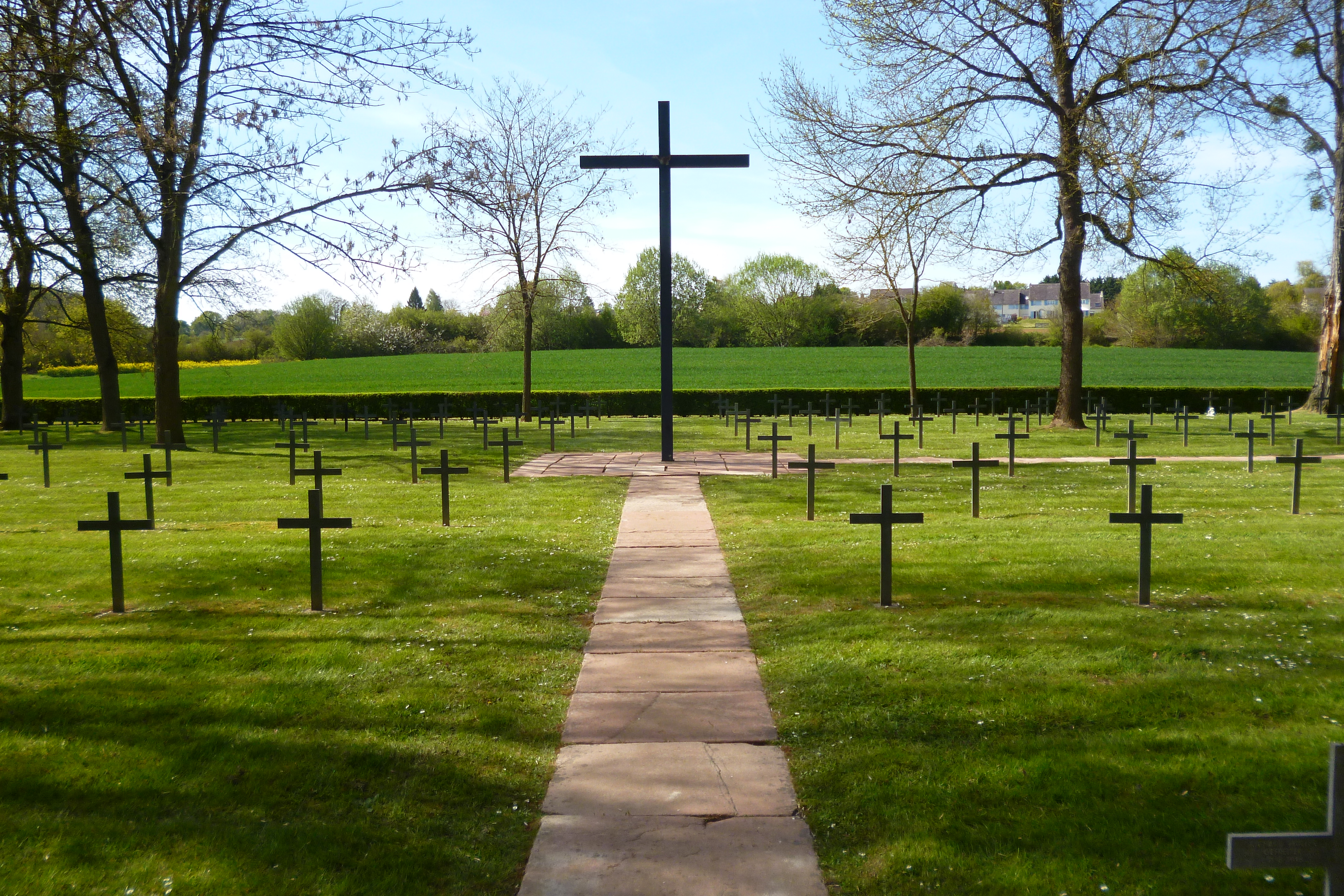
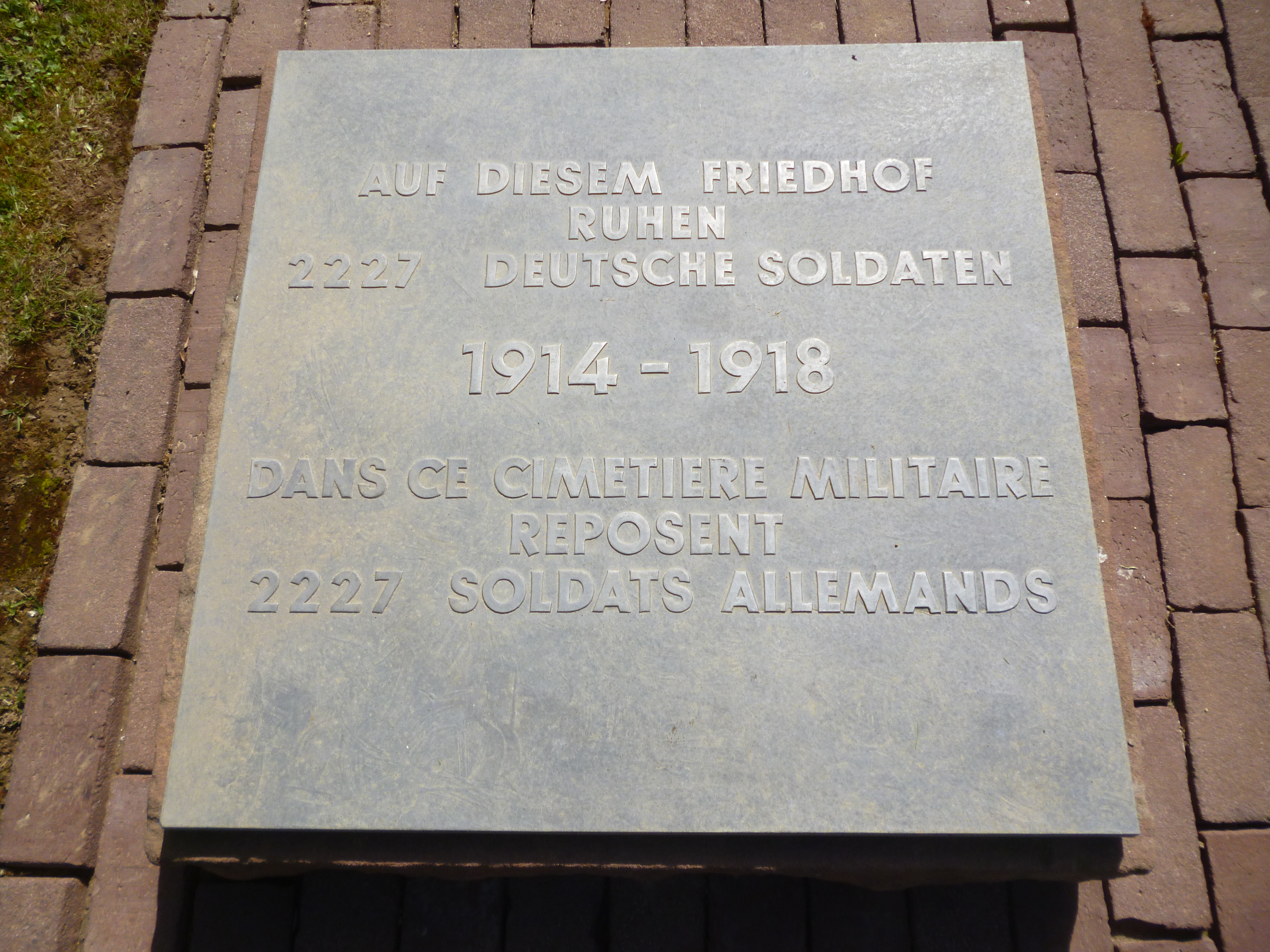
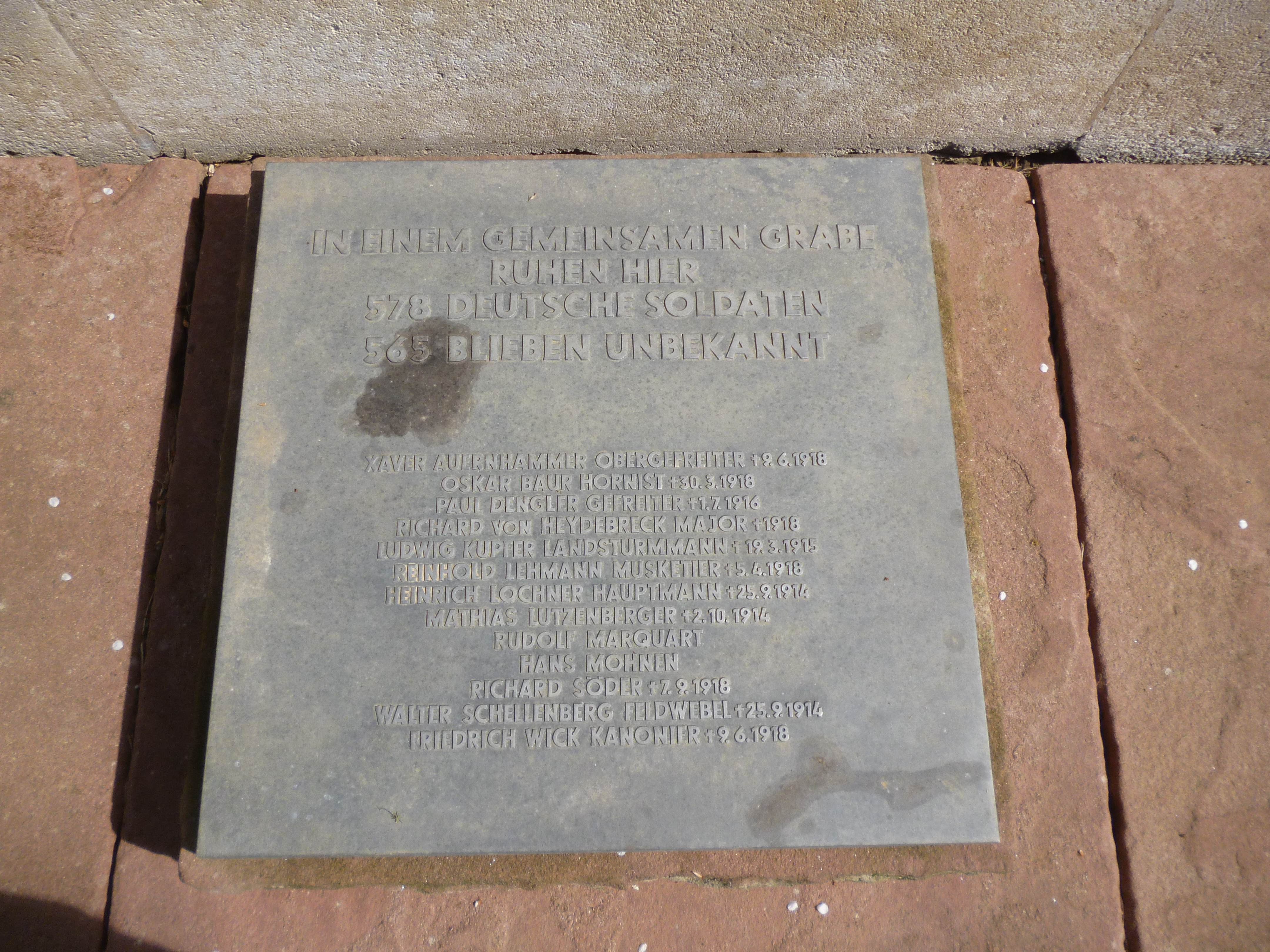

### Héraldique
| Blason de Dompierre | Blason  | D'or à trois chevrons de sable ; au chef d'azur chargé de trois tables octogonales d'argent.                                                             |
| Blason de Dompierre | Détails | Armes de la famille de Blottefière, avec en chef les armes de la famille Taviel de Mastaing, qui résida au château de Dompierre. adoptée par la commune. |
| Blason de Dompierre | Alias   | D'or à trois chevrons de sable. Armes de la famille de Blottefière et ancien blason de la commune.                                                       |